# Slaget ved Gaines' Mill
Slaget ved Gaines' Mill, som også kaldes Første slag ved Cold Harbor eller Slaget ved Chickahominy River, fandt sted den 27. juni 1862 i Hanover County i Virginia som det tredje af Syv dages slaget (i Peninsula kampagnen) under den amerikanske borgerkrig. Sydstaternes general Robert E. Lee fornyede sine angreb på V Korps under brigadegeneral Fitz John Porter, som havde etableret en stærk forsvarslinje bag Boatswain's Swamp nord for Chickahominy floden. Porters forstærkede V Korps stod fast igennem eftermiddagen mod usammenhængende angreb fra sydstatshæren og forårsagede store tab for angriberne.
Ved skumringstid lykkedes det endelig sydstatshæren at gennemføre et sammenhængende angreb, som gennembrød Porters linje og drev hans soldater tilbage mod floden. Unionshæren trak sig tilbage over floden i løbet af natten. Nederlaget ved Gaines Mill overbeviste den øverstkommanderende for Army of the Potomac generalmajor George B. McClellan om, at han skulle opgive at rykke frem til Richmond i Virginia og begynde at trække sig tilbage til James River. Gaines' Mill sikrede, at Richmond kunne forblive på Konføderationens hænder i 1862. Slaget blev gentaget på næsten samme sted i 1864 Slaget ved Cold Harbor, og tabstallene var også omtrent de samme.

## Baggrund
McClellans Army of the Potomac var trængt frem til nogle få km fra Konføderationens hovedstad Richmond, men var gået i stå efter Slaget ved Seven Pines i slutningen af maj 1862. Syv dages slaget indledtes med et angreb fra Unionen i det mindre Slaget ved Oak Grove den 25. juni, men det første store slag startede først dagen efter, da Lee igangsatte et storstilet angreb mod McClellan i Slaget ved Beaver Dam Creek (eller Mechanicsville). Lee angreb Porters V Korps nord for Chickahominy, mens hovedparten af Unionens hær var forholdsvis ubeskæftiget syd for floden. Den næste morgen var unionshæren koncentreret i en halvcirkel med Porter i færd med at trække sin linje ind i en øst-vestgående dal nord for floden og de fire korps syd for floden i deres oprindelige positioner. Porter blev beordret til at holde Gaines' Mill for enhver pris af McClellan, så hæren kunne skifte forsyningsbase til James River. Flere af McClellans underordnede prøvede på at få ham til at angribe sydstatsdivisionen under John B. Magruder syd for floden, men han har bange for det enorme antal sydstatsfolk, som han troede lå foran ham og afviste at udnytte den enorme overlegenhed, han rent faktisk havde på den front.

## Slaget
Den 27. juni fortsatte Lee sin offensiv og igangsatte det største sydstatsangreb i hele krigen – omkring 57.000 mand i seks divisioner. General A.P. Hill genoptog sit angreb over Beaver Dam Creek tidligt om morgenen, men opdagede, at linjen var tyndt forsvaret. Da han rykkede østpå og nærmede sig Gaines' Mill, blev hans forreste brigade under brigadegeneral Maxcy Gregg stoppet af hård modstand fra 9th Massachusetts Infantry. Først på eftermiddagen løb han ind i hånd modstand fra Porter, som havde sine styrker placeret langs Boatswain's Creek, og det sumpede terræn var en alvorlig forhindring for angrebet. Angreb af brigaderne under brigadegeneralerne Gregg, Dorsey Pender, Joseph R. Anderson og Lawrence O'Bryan Branch kom ingen vegne. Da generalmajor James Longstreet ankom syd for A.P. Hill, så han vanskeligheden ved at angribe over et sådant terræn og ventede på, at generalmajor Thomas J. "Stonewall" Jackson kunne angribe på Hills venstre side.
For anden gang i Syv dages Slaget var Jackson forsinket. Generalmajor D.H. Hill angreb Unionens højre fløj og blev afvist af divisionen under brigadegeneral George Sykes. Hill trak sig tilbage for at afvente Jacksons ankomst. Longstreet blev beordret til at gennemføre et afledningsangreb for at stabilisere fronten, indtil Jackson ankom, og angreb fra nord. Ved Longstreets angreb forsøgte brigadegeneral George E. Picketts brigade et frontalangreb og blev slået tilbage under kraftig ild og med store tab. Jackson nåede omsider D.H. Hills position klokken 15 og var totalt desorienteret efter en dag med nytteløs marcheren frem og tilbage. Da han troede, at Longstreets angreb var på vej, holdt han sine egne og Hills mænd ude af kampen for at undgå at sydstatsenhederne begyndte at beskyde hinanden. Efter at have fået meddelelser fra Lee, begyndte Lee sit angreb kl. 16.30
Porters linje blev reddet af brigadegeneral Henry W. Slocums division, som rykkede ind og styrkede hans forsvar. Kort tid efter mørkets frembrud iværksatte sydstatshæren endnu et angreb, som var dårligt koordineret, men denne gang brød Unionens linje sammen. Brigadegeneral John Bell Hood's Texas Brigade åbnede et hul i linjen, og det samme gjorde Picketts brigade i dagens andet forsøg. Brigaderne under brigadegeneralerne Thomas F. Meagher og William H. French ankom, men for sent til at gøre andet end at være bagtrop for Porters retræte. En bataljon af 5th U.S. Cavalry under kaptajn Charles J. Whiting led kraftige tab og blev tvunget til overgivelse. Kl. 4 om morgenen den 28. juni trak Potter sig tilbage over Chickahominyfloden og brændte broerne efter sig.
For anden dag var Magruder i stand til at narre McClellan syd for floden ved at iværksætte mindre afledningsangreb. Han holdt 60.000 unionstropper beskæftiget, mens de alvorlige kampe foregik nord for floden.

## Efterspil
Gaines' Mill var en intens kamp, den største i de syv dage og den eneste klare taktiske sejr for Sydstaterne i Peninsula Kampagnen. Unionens tab ud af de 34.214, som deltog i kampen, var 6.837 (894 dræbte, 3.107 sårede og 2.836 savnede eller taget til fange). Af de 57.018 involverede sydstatsfolk var tabene på i alt 7.993 (1.483 dræbte, 6.402 sårede, 108 savnede eller tilfangetagne). Da sydstatshærens angreb blev udført mod blot en lille del af Unionens hær (V Korps, en femtedel af hæren), kom hæren ud af slaget i relativt god form totalt set. Lees sejr, hans første i krigen, kunne have været mere komplet, hvis ikke det havde været for Jacksons uheld. Det store angreb, som Lee satte i gang kl. 19, kunne være sat ind 3 eller 4 timer tidligere. Det ville have bragt Porter i store vanskeligheder uden nogen sidste øjebliks forstærkninger og uden dække af mørket. Han citerer Edward Porter Alexander, en fremtrædende artilleriofficer i sydstatshæren og senere historiker: "Havde Jackson angrebet, da han ankom, eller under A.P. Hills angreb, kunne vi have fået en forholdsvis nem sejr og ville have taget de fleste af Porters mænd til fange."
Selv om McClellan allerede havde planlagt at skifte forsyningsbase til James River, gjorde nederlaget ham endnu mere nervøs, og han besluttede at opgive sit fremstød mod Richmond og begynde at trække hele sin hær tilbage til James floden. Gaines' Hill og Unionens retræte over Chickahominy-floden var en psykologisk sejr for Sydstaterne og signalerede, at Richmond ikke længere var i fare.

## Eksterne links
- Animated History of The Peninsula Campaign Arkiveret 8. september 2008 hos  Wayback Machine